# 우크라이나의 쿠르스크주 점령

우크라이나의 쿠르스크주 점령에 관한 문서이다.
2024년 8월 6일, 우크라이나는 러시아의 우크라이나 침공 중에 급습을 시작해 러시아 쿠르스크주 일부를 점령했다. 우크라이나군은 수자(Sudzha) 마을을 포함한 여러 정착지를 점령했다.

## 역사
2024년 8월 15일, 우크라이나군 사령관 올렉산드르 시르스키는 쿠르스크 주 점령 지역에 군 사령관 직함을 맡게 될 소장 에두아르트 모스칼리프(Eduard Moskaliov)가 이끄는 군 행정부를 설립한다고 발표했다. 또한 이 주의 82개 정착지가 현재 우크라이나의 지배를 받고 있다고 말했다. 우크라이나는 러시아 땅을 영구적으로 빼앗는 데 "관심이 없다"고 말했다.

## 같이 보기
- 우크라이나의 러시아 점령지
  - 러시아의 하르키우주 점령
- 러시아의 우크라이나 침공 중 러시아 공격
- 실효 지배